# Candice Bergen
Candice Bergen (Beverly Hills, Kalifornija, 9. svibnja 1946.) je američka glumica.
Proslavila se ulogom Murphy Brown u istoimenoj seriji. Otac joj je bio poznati trbuhozborac Edgar Bergen, a iz njenog se djetinjstva često spominje zanimljivost da je lutka njezina oca imala veću sobu i više odjeće nego ona. Candice je radila kao novinarka, a njezine radove objavljivali su Life i Playboy. Napisala je kazališno djelo The Freezer koje je svrstano među najbolja kratka kazališna djela u 1968. godini. Na početku karijere bavila se i manekenstvom. Na filmu je debitirala 1966. ulogom u filmu Grupa. Glavne nagrade su joj četiri Emmyja i tri Zlatna globusa za ulogu u seriji Murphy Brown. Udovica je poznatog francuskog redatelja Louisa Mallea s kojim ima jedno dijete.

## Vanjske poveznice
- Candice Bergen u internetskoj bazi filmova IMDb-u (engl.)